# Серро-Рико-де-Потосі
Серро-Рико-де-Потосі — одне з давніх багатих срібних родовищ у Болівії. Знаходиться безпосередньо поблизу міста Потосі.

## Історія та легенди
Багата Гора (Серро-Рико) була відома вже одинадцятому володарю імперії інків Уайна Капаку, який у 1462 р. «вирушив до Порко і Андаккауа, багатих шахт, з яких були видобуті незчисленні арроби (міра ваги, близько 10 кг — авт.) срібла». По дорозі він побачив гору (майбутню Потосі) і вражений її красою сказав придворним: «Ця гора без сумніву повинна мати срібло в своєму серці» та наказав принести сюди знаряддя та розпочати роботу. За легендою, слуги зробили це й віднайшли багаті срібні жили, що виходили на поверхню, та коли спробували розколоти їх, громоподібний шум струсонув гору і гучний голос наказав: «Не беріть срібло з цієї гори. Бог охороняє його для тих, хто прийде пізніше». Інки повернулися до царя та розповіли про це застереження. З тієї пори срібло залишалось тут недоторканим, а гора отримала назву Потосі (від «потоксі» — «голос»).

## Іспанський період
Організацію гірничих робіт описав в «Хроніці Перу» Педро де Сьєса де Леон, який побував там у 1549 р.:
| „Отримавши у володіння ці рудники, іспанці почали видобувати срібло, організувавши це наступним чином: тому, кому належала шахта, індіанці, що до неї потрапили, сплачували одну марку, а якщо жила була багатою, то 2 марки щотижня. Якщо шахти не було, індіанці мусили давати своїм сеньйорам-енкомендеро півмарки щотижня. Стільки людей сходилось видобувати срібло, що це місце видавалося величезним поселенням”. |
Гора Потосі стала символом багатства надр Америки й, одночасно, трагедії її корінних жителів, яких жорстоко експлуатували на гірничих роботах.
Спершу плавлення проводили індіанці своїми давніми методами:

| „Щоб витопити метал, вони робили декілька глиняних форм, подібних до іспанських глиняних горщиків для квітів з численними отворами з боків або повітроводами. В них клали вугілля, а зверху – метал, становили на пагорбах чи схилах, де вітер віє з найбільшою силою, й таким чином витоплювали срібло, яке очищали з допомогою маленьких міхів, або трубок, через які вдували повітря. Таким чином була отримана вся сила-силенна срібла, що вийшла з цієї гори." |
Наприкінці XVI ст. прибулі гірники з Німеччини впровадили технології амальгамації та рафінування срібла. Знання та досвід індіанців перестав бути корисними для володарів шахт і автохтонне населення почали використовувати здебільшого на важких гірничих роботах як невільників.
Тільки за період 1545—1600 рр. з Перу (в основному — із Потосі) в іспанську Севілью під конвоєм кораблів славетної Срібної армади було доставлено понад 7 тис. т срібла (приблизно така ж кількість металу, за оцінками істориків, була втрачена внаслідок аварій кораблів та піратських нападів, підтримуваних таємними зусиллями Англії, Франції та Нідерландів). За той же час на всіх рудниках Європи було видобуто тільки 1,9 тис. т срібла.

## Геологія й запаси срібла
Осадочні й вулканічні породи Багатої Гори (висота 4824 м), що являє собою погаслий вулкан, прорвані штоком порфірів розміром 1700×1200 м. Шток має форму перевернутого конуса, а на нижніх горизонтах переходить у дайку товщиною близько 50 м. На родовищі існувало 35 великих рудних жил, що заповнювали тріщини розривів. Їх довжина за протяжністю становила від 300 до 1700 м, а середня товщина — 0,6 м. Руди представлені сріблом (самородні й мінеральні утворення) й оловом (каситерит).
Загальні запаси срібла 24,7 тис.т.